# Wilhelm Neumann (Architekt, 1826)
Georg Joachim Wilhelm Neumann, seit 1878 durch Adoption Wilhelm von Mörner (* 14. Juni 1826 in Guhrau bei Breslau; † 16. März 1907 in Berlin) war ein deutscher Architekt und Baubeamter.

## Leben
Wilhelm Neumann war ursprünglich Offizier. Nachdem er seinen Abschied als Oberleutnant genommen hatte, wurde er Architekt. 1863 wurde er Mitglied des Architekten-Vereins zu Berlin. Ab 1870 war er als Bauinspektor in der Bauabteilung des preußischen Ministeriums der öffentlichen Arbeiten tätig, spätestens ab 1874 als Regierungsrat. Im Mai 1877 wurde er Geheimer Regierungsrat und Vortragender Rat im Reichskanzleramt und war als Leiter der Reichsbauabteilung beim Reichsinnenministerium für zahlreiche Neubauten in der Reichshauptstadt Berlin verantwortlich. Er war Gutsbesitzer auf dem Gut Ralow (Dreschvitz auf Rügen). Gelegentlich wird er mit dem jüngeren Wilhelm Neumann verwechselt, der als Architekt vor allem in Riga tätig war.
Wilhelm Neumann starb 1907 im Alter von 80 Jahren in Berlin. Er wurde auf dem Alten Zwölf-Apostel-Kirchhof in Schöneberg beigesetzt. Das Grab ist nicht erhalten.

## Bauten
- 1868–1871 Münze, Unterwasserstraße 2–4 (Vorentwurf von A. Stüler)
- 1869/70 Nebengebäude des Preußischen Finanzministeriums, Dorotheenstraße 84
- 1869/70 Erweiterungsbau am Handelsministerium für die Eisenbahnverwaltung, Wilhelmstraße 79/80
- 1871/72 Preußische Central-Bodenkreditbank, Unter den Linden 34 (heute Unter den Linden 15)
- 1872–1874 Umbau des Reichsamtes des Innern, Wilhelmstraße 74
- 1873/74 Wohnhaus Zimmermann, Lützowplatz 5 und eigenes Wohnhaus, Lützowplatz 7
- 1873–1875 Gesandtschaft Württembergs, Voßstraße 10 und Palais des Herzogs von Ratibor, Moltkestraße 19
- 1873–1877 Auswärtiges Amt in der Wilhelmstraße
- 1874 Erweiterung des Provisorischen Reichstags, Leipziger Straße 4
- 1874–1876 Statistisches Reichsamt, Lützowufer 6–8
- 1874–1877 Reichsschatzamt, Wilhelmstraße 1 (Bauleitung R. Wolffenstein)
- 1876–1884 Wilhelmstift, Spandauer Damm 62 (Baudenkmal)[3]
- 1878–1880 Reichsjustizamt, Voßstraße 4–5

Mit Ausnahme der denkmalgeschützten Gebäude des Wilhelmstiftes existiert heute keines der Bauwerke mehr.